# Col du Perthus (Massif central)
Pour les articles homonymes, voir Perthus et Pertus.
Le col du Perthus ou col du Pertus est un col situé dans les monts du Cantal, dans le département du même nom, au sein du Massif central.

## Géographie
Dans le périmètre du parc naturel régional des volcans d'Auvergne, il permet de joindre deux vallées, celle de la Jordanne à Mandailles et celle de la Cère à Saint-Jacques-des-Blats, en franchissant à 1 309 mètres d'altitude la montagne entre l'Élancèze (1 571 mètres) et le puy de l'Usclade (1 498 mètres).

## Cyclisme
Il a été franchi pour la première fois par le Tour de France le 10 juillet 2011 lors de la 9e étape du Tour 2011. Il est alors classé en 2e catégorie et est franchi en tête par le Néerlandais Johnny Hoogerland. Il a été franchi une deuxième fois le 6 juillet 2016 lors de la 5e étape du Tour 2016. Il est franchi en tête par le Belge Greg Van Avermaet. Le 10 juillet 2024, lors de la 11e étape du Tour 2024, Tadej Pogačar passe en première position.